# بيج ماكونيل
بيج ماكونيل (بالإنجليزية: Page McConnell)‏ هو عازف لوحة المفاتيح وموسيقي وعازف بيانو أمريكي، ولد في 17 مايو 1963 في فيلادلفيا في الولايات المتحدة.

## وصلات خارجية
- الموقع الرسمي
- بيج ماكونيل على موقع IMDb (الإنجليزية)
- بيج ماكونيل على موقع ألو سيني (الفرنسية)
- بيج ماكونيل على موقع ميوزك برينز (الإنجليزية)
- بيج ماكونيل على موقع أول موفي (الإنجليزية)
- بيج ماكونيل على موقع إن إن دي بي (الإنجليزية)
- بيج ماكونيل على موقع أول ميوزيك (الإنجليزية)
- بيج ماكونيل على موقع ديسكوغز (الإنجليزية)
- بيج ماكونيل على موقع قاعدة بيانات الفيلم (الإنجليزية)
- بيج ماكونيل على موقع كينوبويسك (الروسية)